# هنري بار (لاعب كريكت)
هنري بار (7 يناير 1838 - 24 أبريل 1863) (بالإنجليزية: Henry Parr)‏ هو لاعب كريكت بريطاني.